# نوسانگر هماهنگ کوانتمی

نوسانگر هماهنگ در مکانیک کلاسیک (A–B), و طبق معادله شرودینگر در مکانیک کوانتمی (C–H). در A–B که به شکل قانون هوک نوشته شده‌است توپ به عقب و حلو می‌رود C–H چند جواب معادله شرودینگر دیده می‌شود محور افقی موقعیت و محور عمودی بخش حقیقی (آبی) یا بخش موهومی (قرمز) تابع موج است.

نوسانگر هماهنگ کوانتومی، نام سیستمی است که از اعمال شرایط کوانتمی بر نوسانگر هماهنگ کلاسیکی بدست می‌آید. از آنجایی که یک پتانسیل دلخواه می‌تواند به صورت یک پتانسیل هماهنگ در همسایگی نقطه تعادل تقریب زده شود، این مدل از مهم‌ترین مدل‌های سامانه‌های کوانتومی است. هچنین این از معدود سامانه‌های کوانتمی است که برای آن جواب دقیق تحلیلی وجود دارد و نیازی به شبیه‌سازی عددی برای حل ندارد.

## نوسانگر هماهنگ کوانتمی در یک بعد

### هامیلتونی و ویژه‌مقادیر انرژی

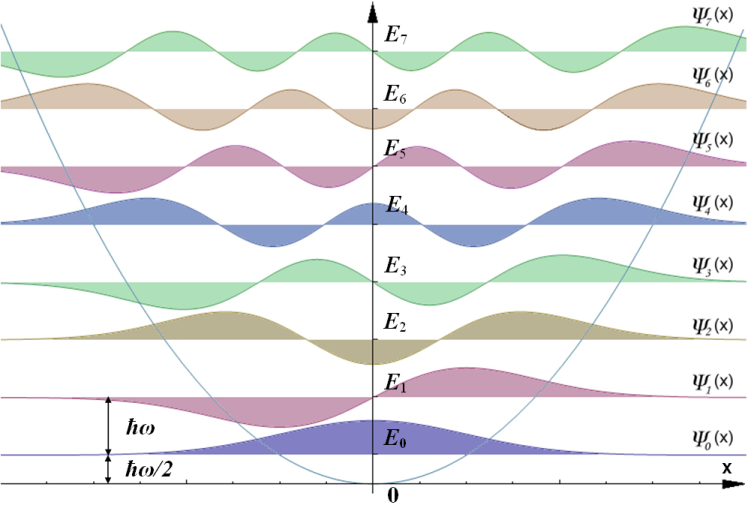
جواب‌ها از n = 0 تا 7. محور افقی بیانگر موقعیت x است. ویژه‌توابع بهنجار نشده‌اند و علامت‌ها ممکن است با متن یکی نباشد.

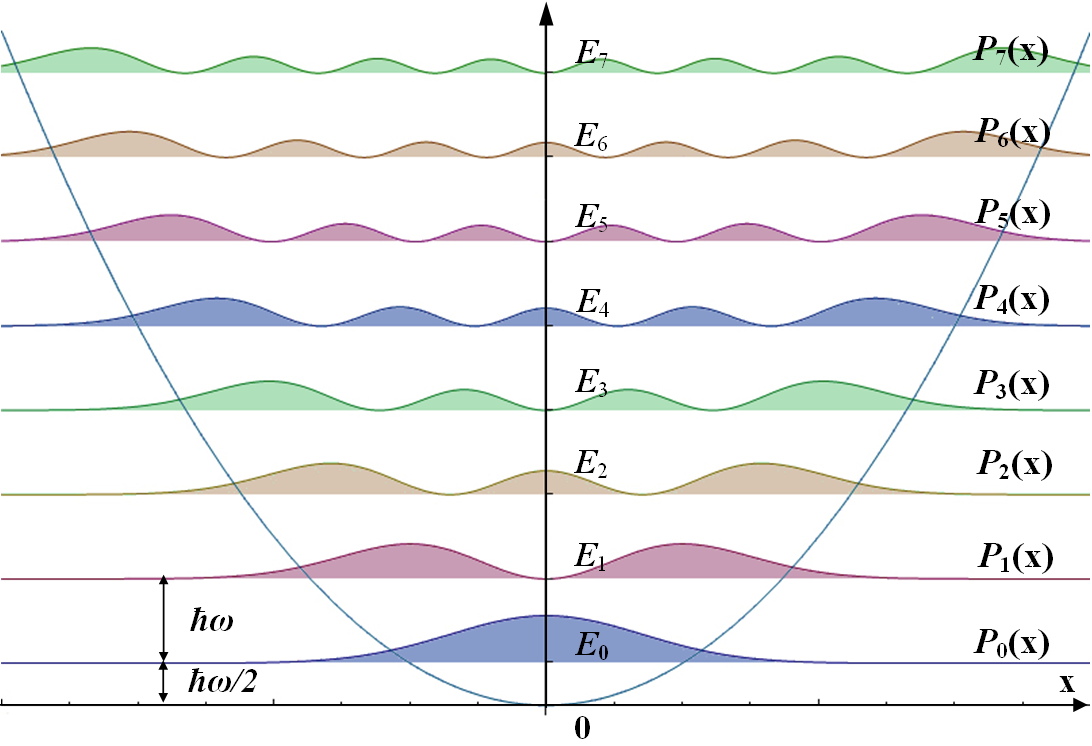
چگالی احتمال حل‌ها.

عملگر هامیلتونی ذره به صورت زیر است:
{\displaystyle {\hat {H}}={\frac {{\hat {p}}^{2}}{2m}}+{\frac {1}{2}}m\omega ^{2}{\hat {x}}^{2}\,,}
که m جرم ذره, ω فرکانس زاویه‌ای نوسانگر,    عملگر مکان (= x), و    عملگر تکانه است:
{\displaystyle {\hat {p}}=-i\hbar {\partial  \over \partial x}\,.}
اولین بخش از عملگر هامیلتونی بیانگر انرژی‌های جنبشی ممکن برای ذره است و دومین بخش بیانگر وضعیت‌های ممکن برای انرژی پتانسیل است. با فرض آنکه پتانسیل به زمان وابسته نیست می‌توان معادله شرودینگر مستقل از زمان را نوشت:
{\displaystyle {\hat {H}}\left|\psi \right\rangle =E\left|\psi \right\rangle \,,}
که E بیانگر انرژی است و با حل این معادله ویژه‌مقداری بدست خواهد آمد و این ویژه مقادیر این معادله است.  |ψ⟩ بیانگر ویژه توابع این معادله است.
یکی از روش‌های حل این معادله مانند بسیاری از معادله‌های شرودینگر استفاده از روش‌های طیفی است که این پاسخ را می‌دهد.
{\displaystyle \psi _{n}(x)={\frac {1}{\sqrt {2^{n}\,n!}}}\cdot \left({\frac {m\omega }{\pi \hbar }}\right)^{1/4}\cdot e^{-{\frac {m\omega x^{2}}{2\hbar }}}\cdot H_{n}\left({\sqrt {\frac {m\omega }{\hbar }}}x\right),\qquad n=0,1,2,\ldots .}
که Hn چندجمله‌ای هرمیتی فیزیکی است:
{\displaystyle H_{n}(x)=(-1)^{n}e^{x^{2}}{\frac {d^{n}}{dx^{n}}}\left(e^{-x^{2}}\right).}
ویژه‌مقادیر انرژی هم به صورت زیر است:
{\displaystyle E_{n}=\hbar \omega \left(n+{1 \over 2}\right)=(2n+1){\hbar  \over 2}\omega .}
طیف انرژی به سه جهت قابل توجه است: اول اینکه انرژی گسسته است بدین معنی که فقط مقادیر خاصی (ضرایب صحیح به علاوه نیم از ħω) قابل قبول است. دوم اینکه این انرژی به طور یکسانی توزیع شده‌است برخلاف مدل بور یا ذره در جعبه. سوم اینکه کمترین انرژی (انرژی حالت پایه؛ n = 0) برابر با پتانسیل چاه نیست بلکه به اندازه ħω/2 بالای آن است. چرا که ذرات در حالت پایه طبق اصل عدم قطعیت هایزنبرگ نباید انرژی صفر داشته باشند. انرژی نقطه صفر تاثیر مهمی در نظریه میدان‌های کوانتمی و گرانش کوانتمی دارد.